# Jimmy Rollins
James Calvin « Jimmy » Rollins (né le 27 novembre 1978 à Oakland, Californie,États-Unis) est un joueur d'arrêt-court de la Ligue majeure de baseball. 
Rollins, qui joue les 15 premières saisons de sa carrière, de 2000 à 2014, chez les Phillies de Philadelphie, a été voté joueur par excellence de la Ligue nationale en 2007. Trois fois invité au match d'étoiles, il a gagné 4 fois le Gant doré du meilleur joueur défensif à l'arrêt-court, une fois le Bâton d'argent du meilleur joueur offensif à sa position, et a remporté avec Philadelphie la Série mondiale 2008. Il est champion voleur de buts de la Ligue nationale en 2001. En 2014, Rollins devient le joueur ayant réussi le plus grand nombre de coups sûrs dans l'histoire des Phillies, abattant la marque de Mike Schmidt.

## Carrière sportive

### Phillies de Philadelphie

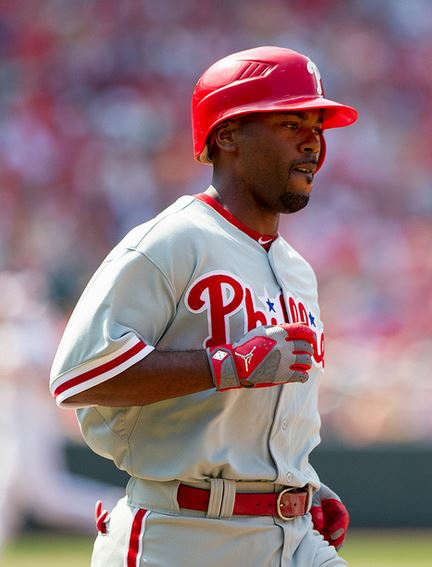
Jimmy Rollins en 2012 avec les Phillies de Philadelphie.

Lors de sa première saison complète en 2001 il a frappé 180 coups sûrs et maintenu une moyenne au bâton de ,274 avec 46 buts volés. Il a fini 17e lors du vote pour le meilleur joueur et 3e lors du vote pour la recrue de l'année (ce dernier étant remporté par Albert Pujols). Entre août 2005 et avril 2006 il a aligné 38 matchs d'affilée avec au moins un coup sûr, le meilleur total par un joueur des Phillies de Philadelphie depuis la création de l'équipe en 1883. C'est aussi le meilleur total dans la Ligue nationale depuis que Pete Rose a aligné 42 matchs d'affilée en 1978. Rollins fut membre de l'équipe des étoiles en 2002 et en 2005. Il a remporté le Gant doré comme meilleur arrêt-court défensif de la Ligue nationale en 2007, 2008 et 2009 et le Bâton d'argent du meilleur arrêt-court offensif en 2007.
En 2007, il n'a pas été élu dans l'équipe des étoiles, mais à la fin de la saison, il menait la Ligue au nombre de triples et en apparitions au bâton. Il fut le quatrième joueur à accumuler au moins 20 doubles, triples, circuits et buts volés, les trois autres étant Frank Schulte en 1911, Willie Mays en 1957 et Curtis Granderson en 2007[réf. nécessaire]. Il a également établi le record pour le plus grand nombre de présences officielles au bâton avec 716 et de passages au bâton avec 778. À la fin de la saison, il a remporté un vote serré pour le titre du joueur par excellence de la saison dans la Ligue nationale, avec 16 votes de première place sur 32 en comparaison avec Matt Holliday qui en a reçu 11.
Le 19 décembre, le retour de l'arrêt-court étoile à Philadelphie est confirmé : après avoir refusé un contrat de 4 ans offert par les Brewers de Milwaukee, Rollins accepte un contrat de 33 millions de dollars pour 3 années avec les Phillies, pour qui il a joué les 12 premières saisons de sa carrière.
Le 14 juin 2014 dans un match à Philadelphie contre les Cubs de Chicago, Rollins frappe son 2 235e coup sûr pour les Phillies, battant le record de franchise établi par Mike Schmidt de 1972 à 1989.
Son engagement dans la communauté et son esprit sportif sont reconnus par le baseball majeur en octobre 2014 alors qu'il partage le prix Roberto Clemente avec Paul Konerko.

### Dodgers de Los Angeles
Le 19 décembre 2014, les Phillies transfèrent Rollins et une somme d'un million de dollars aux Dodgers de Los Angeles, en échange du lanceur gaucher Tom Windle et du lanceur droitier Zach Eflin. Il éprouve des ennuis à l'attaque au cours de la saison 2015 avec 13 circuits, 41 points produits et une moyenne au bâton de ,224 en 144 matchs des Dodgers.

### White Sox de Chicago
Le 22 février 2016, le joueur de 37 ans signe un contrat des ligues mineures avec les White Sox de Chicago.

### Giants de San Francisco
Le 19 décembre 2016, il signe un contrat des ligues mineures avec les Giants de San Francisco.

## Palmarès
- Meilleur total de triples : 2001, 2002, 2004, 2007
- Meilleur total de présences au bâton : 2001, 2002, 2007
- Meilleur total de points : 2007
- Meilleur total de buts volés : 2001
- Champion de la Série mondiale 2008 avec Philadelphie
- Sélections au match d'étoiles : 2001, 2002, 2005
- Meilleur frappeur de coups sûrs de l'histoire des Phillies de Philadelphie

### Honneurs
- Meilleur joueur de la Ligue nationale : 2007
- Prix Silver Slugger (arrêt-court): 2007
- Gant doré (arrêt-court): 2007, 2008, 2009, 2012
- Match des étoiles de la Ligue majeure de baseball : 2001, 2002, 2005
- Prix Roberto Clemente : 2014

## Carrière musicale
Le sportif a participé en 2006 à la création du label de rock californien Cement Shoes Records, puis en 2007 il crée son propre label : Bay Sluggas, Inc. Il a même poussé la chansonnette le temps d'un titre de hip-hop intitulé Wish List pour les besoins d'un disque de charité.[réf. nécessaire]